# 意大利—韓國關係
義韓關係（義大利語：Relazioni bilaterali tra Italia e Corea del Sud）是義大利及大韓民國之間的關係，兩國於1884年6月26日建交。1910年因为日韓合併而中止。韩战期间，義大利为韩国提供了医疗援助，并派出了72名志愿军赴韩作战。1956年11月24日，大韩民国与意大利恢复邦交。1959年，韓國在羅馬设立大使館，并委任原驻菲律宾大使金永琦为首任驻意大利大使。義大利也在首爾設有大使館。

## 外部連結
- Italian embassy in Seoul （页面存档备份，存于）
- South Korean embassy in Rome